# Ivan Malala
Ivan Malala (grško Ἰωάννης Μαλάλας, Iōánnēs Malálas) je bil bizantinski letopisec iz Antiohije, zdaj  Antakya, Turčija, * okoli 491, Antiohija, † 578. 

## Življenje
Malala je bil sirskega porekla, govorec sirščine, ki je kasneje pisal v grščini.
Ime Malalas verjetno izhaja iz aramejske besede (ܡܰܠܳܠܰܐ, malolo), ki pomeni  "govornik". Zanj ga je prvi uporabil Janez Damaščan. Alternativna oblika imena Malela je poznejša in se prvič pojavi pri Konstantinu VII.
Malala se je šolal v Antiohiji. Verjetno je bil pravnik in se je med vladanjem Justinijana I., morda po perzijskem opustošenju Antiohije leta 540, preselil v Konstantinopel. Vse, kar je znanega o njegovih potovanjih, so njegovi zapisi o obiskih Soluna in Paneasa.

## Kronografija
Napisal je Kronografijo (grško Χρονογραφία) v 18 knjigah, katere začetek in konec sta izgubljena. Ohranjeni del Kronografije se začne z mitično zgodovino Egipta in konča z bizantinsko ekspedicijo v rimsko Afriko pod vodstvom tribuna Marcijana, Justinijanovega nečaka, leta 563. Malalov  urednik Thurn je prepričan, da se je Kronografija končala z Justinijanovo smrtjo. Avtor je osredotočen predvsem na Antiohijo in v kasnejših knjigah na Konstantinopel. Razen zgodovine Justinijana in njegovih neposrednih predhodnikov ima Kronografija majhno zgodovinsko vrednost. Avtor, naslanjajoč se na Evzebija Cezarejskega, Evstahija Epifanijskega in druge neznane avtorje, je samozavestno nizal mite, svetopisemske zgodbe in resnično zgodovino. Osemnajsta knjiga, ki obravnava Justinijanovo vladavino, je dobro seznanjena in obarvana z uradno propagando. Pisec je pristaš Cerkve in države in zagovornik monarhičnih načel.  
Delo je pomembno kot prvi ohranjeni primer kronike, ki ni bila napisana za učence, temveč za pouk menihov in navadnega ljudstva. Jezik kaže na kompromis z govorjenim jezikom tistega časa, čeprav še vedno uporablja tehnično terminologijo in birokratske klišeje. V obdobju  prehoda iz latinske v grško vladno terminologijo še vedno uporablja latinske izposojenke poleg njihovih grških nadomestkov. Slog je preprost in odraža željo po neposrednem sporočanju informacij v pisanem jeziku, ki se je razvil pod vplivom govorjene grščine.
Njegovo delo je doseglo veliko priljubljenost in so ga različni pisci uporabljali vse do 9. stoletja. Prevedeno je bilo v staro bolgarščino, verjetno v 10. stoletju, njegovi deli  pa so bili uporabljeni za staro rusko Primarno kroniko.
Kronografija v skrajšani obliki je ohranjena v samo enem primerku, ki je zdaj v Oxfordu. Obstaja tudi več fragmentov in srednjeveški prevod v gruzijščino.